# Житомирської комісії ординація 1614
Житомирської комісії ординація 1614 — приписи реєстровим козакам від уряду Речі Посполитої, які передала представникам реєстрової старшини урядова комісія, очолювана гетьманом великим коронним С.Жолкевським, на зустрічі, що відбулася 10 жовтня 1614 поблизу Житомира. На цій зустрічі урядова комісія оголосила постанову про обмеження прав і привілеїв козаків. Зокрема, козацький реєстр (див. Реєстри козацькі) встановлювався в 1 тис. осіб. Місцем перебування реєстрових козаків визначалося Запорожжя, де вони мали нести прикордонну службу. Щорічна плата реєстровцям визначалася в розмірі 10 тис. злотих і 700 штук сукна. Суворо заборонялося здійснювати походи на Османську імперію та Кримське ханство, підтримувати стосунки з іншими державами. Старшого над реєстровими козаками мав призначати гетьман коронний. Козаки й козацькі сім'ї, які мешкали в королівських, шляхетських і духовних маєтках, мусили підлягати юрисдикції старост (див. Староство) чи місцевих панів. Трахтемирівський монастир залишався притулком для старих і хворих козаків. Відмова козацьких представників визнати Ж.к.о. призвела до загострення відносин з урядом Речі Посполитої. Однак через зростання татарської агресії влада утрималася від застосування сили проти реєстровців.